# 祈家恆
祈家恆（英語：Matthew Keegan，艺名，1983年7月18日—），英国歌手，现居香港。

## 生涯
祈家恆于1983年出生于英国沃辛，2013年因香港電視網絡（港視）开台使用他于2007年自创的歌曲《This Is My Dream》而在香港出名，并登上香港iTunes排行榜榜首，在港视无法获得免费电视牌照后，祈家恆也获邀到香港演唱《This Is My Dream》。

## 专辑和作品
- 《Kashy Keegan》（2007年）
- 《Looking In》（2011年）
- 《This Is My Dream》（2013年，港視《挑戰》節目主题曲）
- 《Inner Song》（2016年）
- 《堅守我的夢》（2016年，《This is My Dream》国语版）